# Rio Open 2016 - Qualificazioni singolare maschile
Le qualificazioni del singolare maschile del Rio Open 2016 sono state un torneo di tennis preliminare per accedere alla fase finale della manifestazione. I vincitori dell'ultimo turno sono entrati di diritto nel tabellone principale. In caso di ritiro di uno o più giocatori aventi diritto a questi sono subentrati i lucky loser, ossia i giocatori che hanno perso nell'ultimo turno ma che avevano una classifica più alta rispetto agli altri partecipanti che avevano comunque perso nel turno finale.

## Teste di serie
1. Paul-Henri Mathieu (ultimo turno, ritirato)
2. Tarō Daniel (qualificato)
3. Facundo Bagnis (qualificato)
4. Rogério Dutra da Silva (ultimo turno)

1. Daniel Gimeno Traver (qualificato)
2. Albert Montañés (ultimo turno, ritirato)
3. Facundo Argüello (ultimo turno)
4. Gastão Elias (qualificato)

## Qualificati
1. Daniel Gimeno Traver
2. Tarō Daniel

1. Facundo Bagnis
2. Gastão Elias

## Tabellone qualificazioni

### Legenda
| - Q = Qualificato - WC = Wild card - LL = Lucky loser | - ALT = Alternate - SE = Special Exempt - PR = Protected Ranking | - w/o = Walkover - r = Ritirato - d = Squalificato |

### Sezione 1
|  | Primo turno | Primo turno          | Primo turno          | Primo turno | Primo turno |  |  | Ultimo turno | Ultimo turno         | Ultimo turno         | Ultimo turno | Ultimo turno |  |
|  |             |                      |                      |             |             |  |  |              |                      |                      |              |              |  |
|  | 1           | Paul-Henri Mathieu   | Paul-Henri Mathieu   | 6           | 6           |  |  |              |                      |                      |              |              |  |
|  | Alt         | André Ghem           | André Ghem           | 3           | 4           |  |  | 1            | Paul-Henri Mathieu   | Paul-Henri Mathieu   | 4            | 2r           |  |
|  | Alt         | Guilherme Clezar     | Guilherme Clezar     | 3           | 2           |  |  | 5            | Daniel Gimeno Traver | Daniel Gimeno Traver | 6            | 2            |  |
|  | 5           | Daniel Gimeno Traver | Daniel Gimeno Traver | 6           | 6           |  |  |              |                      |                      |              |              |  |

### Sezione 2
|  | Primo turno | Primo turno      | Primo turno | Primo turno | Primo turno |  |  | Ultimo turno | Ultimo turno     | Ultimo turno | Ultimo turno | Ultimo turno |  |
|  |             |                  |             |             |             |  |  |              |                  |              |              |              |  |
|  | 2           | Tarō Daniel      | Tarō Daniel | 6           | 6           |  |  |              |                  |              |              |              |  |
|  | WC          | Orlando Luz      | Orlando Luz | 4           | 4           |  |  | 2            | Tarō Daniel      | 3            | 6            | 6            |  |
|  |             | Blaž Rola        | 6           | 2           | 1           |  |  | 7            | Facundo Argüello | 6            | 2            | 3            |  |
|  | 7           | Facundo Argüello | 3           | 6           | 6           |  |  |              |                  |              |              |              |  |

### Sezione 3
|  | Primo turno | Primo turno     | Primo turno | Primo turno | Primo turno |  |  | Ultimo turno | Ultimo turno    | Ultimo turno    | Ultimo turno | Ultimo turno |  |
|  |             |                 |             |             |             |  |  |              |                 |                 |              |              |  |
|  | 3           | Facundo Bagnis  | 6           | 2           | 6           |  |  |              |                 |                 |              |              |  |
|  |             | Máximo González | 3           | 6           | 4           |  |  | 3            | Facundo Bagnis  | Facundo Bagnis  | 6            | 5            |  |
|  | WC          | José Pereira    | 7           | 4           | 0           |  |  | 6            | Albert Montañés | Albert Montañés | 4            | 2r           |  |
|  | 6           | Albert Montañés | 63          | 6           | 6           |  |  |              |                 |                 |              |              |  |

### Sezione 4
|  | Primo turno | Primo turno             | Primo turno             | Primo turno | Primo turno |  |  | Ultimo turno | Ultimo turno           | Ultimo turno | Ultimo turno | Ultimo turno |  |
|  |             |                         |                         |             |             |  |  |              |                        |              |              |              |  |
|  | 4           | Rogério Dutra da Silva  | Rogério Dutra da Silva  | 6           | 6           |  |  |              |                        |              |              |              |  |
|  | Alt         | Hans Podlipnik-Castillo | Hans Podlipnik-Castillo | 2           | 2           |  |  | 4            | Rogério Dutra da Silva | 6            | 5            | 2            |  |
|  | WC          | Carlos Eduardo Severino | Carlos Eduardo Severino | 3           | 2           |  |  | 8            | Gastão Elias           | 1            | 7            | 6            |  |
|  | 8           | Gastão Elias            | Gastão Elias            | 6           | 6           |  |  |              |                        |              |              |              |  |